# Leptojulis chrysotaenia
Leptojulis chrysotaenia es una especie de peces de la familia Labridae en el orden de los Perciformes.

## Morfología
Los machos pueden llegar alcanzar los 10 cm de longitud total.

## Distribución geográfica
Se encuentra en Sri Lanka, en la costa oeste de Tailandia y Lombok y Bali (Indonesia ).